# 新臺幣硬幣
| 舊臺幣及各套新臺幣概况 |
| ---------------------- |
| 舊臺幣                 |
| 第一套直式新臺幣       |
| 第二套直式新臺幣       |
| 第三套直式新臺幣       |
| 第四套直式新臺幣       |
| 金門馬祖大陳專用紙幣   |
| 第一套橫式新臺幣       |
| 第二套橫式新臺幣       |
| 第三套橫式新臺幣       |
| 第四套橫式新臺幣       |
| 第五套橫式新臺幣       |
| 新臺幣硬幣             |

新台幣硬幣最早自民國38年（1949年）起由臺灣銀行開始發行，目前流通面額包括：伍角、壹圓、伍圓、拾圓、貳拾圓、伍拾圓。民國89年（2000年）7月1日，臺灣銀行表示，新臺幣自中華民國89年（2000年）7月1日起改由中央銀行發行，及有關部分各種舊版新臺幣券、幣停止流通日期說明。

## 流通幣

### 壹角
- 壹角為輔幣。市場上已不見流通，中央銀行與台灣銀行公告，於民國71年（1982年）12月8日起停止流通。

| 图案                                            | 说明 |
| 新臺幣壹角（民國56年版） （页面存档备份，存于） | - 舊版壹角：參見「第一套橫式新臺幣/硬幣」。 - 材質：鋁幣（含鎂1%）。 - 正面圖案：素心蘭圖像、發行年份（右至左）。 - 背面圖案：「壹角」（右至左）字樣、饕餮紋4枚。 - 發行日期：民國56年（1967年）8月21日。民國71年（1982年）12月8日起停止流通。 年版（首發）：民國56年，年版鑄造，只有56年、59年至63年。 發行地區：臺灣 直徑：19毫米。 重量：1.15公克。 幣邊：全絲邊。                                                             |
| 新臺幣壹角（民國44年版） （页面存档备份，存于） | - 舊版壹角：參見「第四套直式新臺幣/硬幣」。 - 材質：鋁幣（含鎂1%）。 - 正面圖案：「孫中山」面向左側頭像、發行年份（右至左）、點狀幾何圖紋一圈。 - 背面圖案：「臺灣省」地圖與字樣（上至下）、「壹角」（右至左）字樣、水平線條紋包圍圖與字、點狀幾何圖紋一圈。 - 發行日期：民國44年（1955年）7月4日。民國71年（1982年）12月8日起停止流通。 年版（首發）：民國44年 發行地區：臺灣 直徑：19毫米。 重量：1.15公克。 幣邊：全絲邊。     |
| 新臺幣壹角（民國38年版） （页面存档备份，存于） | - 舊版壹角：參見「第一套直式新臺幣/硬幣」。 - 材質：銅幣（含鋅5%）。 - 正面圖案：「孫中山」面向左側頭像、發行年份（右至左）、月桂形幾何圖紋一圈。 - 背面圖案：「臺灣省」地圖與字樣（上至下）、「壹角」（右至左）字樣、水平線條紋包圍圖與字、月桂形幾何圖紋一圈。 - 發行日期：民國38年（1949年）12月1日。民國71年（1982年）12月8日起停止流通。 年版（首發）：民國38年 發行地區：臺灣 直徑：21毫米。 重量：4.5公克。 幣邊：全絲邊。 |

### 貳角
- 貳角為輔幣。市場上已不見流通，中央銀行與台灣銀行公告，於民國71年（1982年）12月8日起停止流通。

| 图案                                            | 说明 |
| 新臺幣貳角（民國39年版） （页面存档备份，存于） | - 舊版貳角：參見「第一套直式新臺幣/硬幣」。 - 材質：鋁幣（100%）。 - 正面圖案：「孫中山」面向左側頭像、發行年份（右至左）、月桂形幾何圖紋一圈。 - 背面圖案：「臺灣省」地圖與字樣（上至下）、「貳角」（右至左）字樣、水平線條紋包圍圖與字、月桂形幾何圖紋一圈。 - 發行日期：民國39年（1950年）5月11日。民國71年（1982年）12月8日起停止流通。 年版（首發）：民國39年 發行地區：臺灣 直徑：23毫米。 重量：1.8公克。 幣邊：全絲邊。 |

### 伍角
- 伍角為輔幣、已罕有使用。目前商店為了方便，計算費用時皆採四捨五入法。
- 臺灣目前極少有非整數價格商品；2017年以前中華郵政郵資不超過50公克印刷物平信3.5元、限時10.5元、掛號23.5元、限時掛號30.5元、掛號附回執32.5元、限時掛號附回執39.5元；明信片2.5元、限時專送明信片9.5元；2017年8月1日中華郵政調漲國內函件郵資，郵資不再具有非整數價格，2.5元及3.5元郵票停止發行走入歷史。

| 图案                                             | 说明 |
|                                                  | - 新版伍角：參見「第三套橫式新臺幣/硬幣」。 - 材質：銅幣（含鋅2.5%及錫0.5%）。 - 正面圖案：梅花（中下）、發行年份（右至左）。 - 背面圖案：「伍角」（右至左）、下方數字「1/2」字樣、中國古式圖紋一圈。 - 發行日期：民國70年（1981年）12月8日發行。 年版（首發）：民國70年，年版鑄造，只有70年、75年及77年鑄造。 發行地區：臺灣 直徑：18毫米。 重量：3公克。 幣邊：無。                                                       |
|                                                  | - 舊版伍角：參見「第一套橫式新臺幣/硬幣」。 - 材質：銅幣（含鋅34%、鎳1%）。 - 正面圖案：美齡蘭（中）、發行年份（右至左）、條狀幾何圖紋一圈。 - 背面圖案：「伍角」（右至左）字樣、饕餮紋4枚、點狀圖案（左、右邊各垂直四點）。 - 發行日期：民國56年（1967年）8月21日。民國71年（1982年）12月8日起停止流通。 年版（首發）：民國56年，年版鑄造，56年及59年至62年。 發行地區：臺灣 直徑：23毫米。 重量：3.7公克。 幣邊：全絲邊。 |
|                                                  | - 舊版伍角：參見「第四套直式新臺幣/硬幣」。 - 材質：銅幣（含鋁8%）。 - 正面圖案：孫中山面向左側頭像、 年版日期（右至左）、月桂形幾何圖紋一圈。 - 背面圖案：「臺灣省」地圖與字樣（上至下）、「五角」（右至左）字樣、月桂形幾何圖紋一圈。 - 發行日期：民國43年（1954年）5月1日。民國71年（1982年）12月8日起停止流通。 年版（首發）：民國43年 發行地區：臺灣 直徑：27毫米。 重量：7.00公克。 幣邊：全絲邊。                    |
| 新臺幣伍角 （民國38年版） （页面存档备份，存于） | - 舊版伍角：參見「第一套直式新臺幣/硬幣」。 - 材質：銀幣（含銅28%）。 - 正面圖案：孫中山面向左側頭像、發行年份（右至左）、月桂形幾何圖紋一圈。 - 背面圖案：「臺灣省」地圖與字樣（上至下）、「伍角」（右至左）字樣、月桂形幾何圖紋一圈。 - 發行日期：民國38年（1949年）12月1日。民國71年（1982年）12月8日起停止流通。 年版（首發）：民國38年 發行地區：臺灣 直徑：24毫米。 重量：5.0公克。 幣邊：全絲邊。                    |

### 壹圓
| 圖案                     | 說明 |
|                          | - 新版壹圓：參見「第三套橫式新臺幣/硬幣」。 - 材質：銅幣（含鎳6%及鋁2%）。 - 正面圖案：蔣中正面向左側面像、發行年份（右至左）。 - 背面圖案：「壹圓」（右至左）、「1」字樣（中下）、鋸齒狀幾何圖形1圈。 - 發行日期：民國70年（1981年）12月8日發行。 年版（首發）：民國70年，年版鑄造只有70年至77年、81年至90年及94年至113年 發行地區：臺灣 直徑：20毫米。 重量：3.8公克。 幣邊：全絲邊。 鑄造成本：9枚8圓，平均每枚約0.89圓（2013年11月鑄造成本）。 |
| 新臺幣壹圓（民國49年版） | - 舊版壹圓：參見「第一套橫式新臺幣/硬幣」。 - 材質：銅幣（含鋅27%、鎳18%）。 - 正面圖案：梅花圖像（中）、發行年份（置中上、排列右至左）、「臺灣銀行」（置中下、排列右至左）字樣、點狀幾何圖形1圈。 - 背面圖案：蝴蝶蘭圖像（左、右）、「壹圓」字樣（上至下）、點狀幾何圖形1圈。 - 發行日期：民國50年（1961年）9月15日。民國68年（1979年）以前發行之壹圓硬幣，民國71年（1982年）12月8日起停止流通。 年版（首發）：民國49年，年版鑄造只有49年、59年至68年（左列圖片年版範例：民國四十九年）。民國71年（1982年）12月8日起停止流通。 發行地區：臺灣 直徑：25毫米。 重量：6.0公克。 幣邊：全絲邊。 |

### 伍圓
- 鈔券型式最終發行日："華一（中央水印版）/五十八年版 （页面存档备份，存于）":59年（1970年）12月21日發行，於民國59年（1970年）起，逐步回收，另改發行硬幣型式。中央銀行與台灣銀行公告，於民國91年（2002年）7月1日起停止流通。

| 图案                                             | 说明 |
|                                                  | - 新版伍圓：參見「第三套橫式新臺幣/硬幣」。 - 材質：銅幣（含鎳25%）。 - 正面圖案：蔣中正面向左側面像、發行年份（右至左）。 - 背面圖案：中上「伍圓」（右至左）、下方數字「5」字樣、周邊圍有8個夔龍紋以形成圓環裝飾。 - 發行日期：民國70年（1981年）12月8日發行。 年版（首發）：民國70年，其鑄造年版只有70至73年、78年、79年、97年、99年 至113年 （页面存档备份，存于）。 發行地區：臺灣 直徑：22毫米。 重量：4.4公克。 幣邊：全絲邊。 |
| 新臺幣伍圓 （民國59年版） （页面存档备份，存于） | - 舊版伍圓：參見「第二套橫式新臺幣/硬幣」。 - 材質：銅幣（含鎳25%）。 - 正面圖案：蔣中正面向左側面像、發行年份（右至左） - 背面圖案：「伍圓」（右至左）字樣、饕餮紋圖形8枚。 - 發行日期：民國59年（1970年）10月31日。 民國68年（1979年）以前發行之伍圓硬幣，民國71年（1982年）12月8日起停止流通。 年版（首發）：民國59年，其鑄造年版只有59至68年。 發行地區：臺灣 直徑：29毫米。 重量：9.5公克。 幣邊：全絲邊。                      |

### 拾圓
- 拾圓幣值：鈔券型式最終發行日：華二/六十五年版 （页面存档备份，存于），民國67年（1976年）1月16日發行。
- 民國70年（1981年）起，陸續回收鈔券，逐步改行硬幣型式。並於民國91年（2002年）7月1日起，鈔券形式（票面載明「臺灣銀行」之各類舊版新臺幣鈔券）停止流通。

| 圖案 | 說明 |
|      | - 新版拾圓：參見「第五套橫式新臺幣/硬幣」。 - 材質：銅幣（銅鎳合金，含鎳25%）。 - 正面圖案：孫中山正面像、發行年份（左至右）。 - 背面圖案：如意框圍「國泰」及「民安」兩組交錯隱藏文字（置上、排列左至右），數字「10」及「圓」字樣（置下、排列左至右）、數字10之「0」內有「臺灣」及「梅花」兩組隱藏圖樣。最下方刻示盲人觸摸點1點「● 」。 - 發行年分：民國100年（2011年）1月11日发行。 年版（首發）：民國100年。其鑄造年版只有100至113年。 發行地區：臺灣。 直徑：26毫米。 重量：7.5公克。 幣邊：全絲邊。 |
|      | - 舊版拾圓：參見「第三套橫式新臺幣/硬幣」。 - 材質：銅幣（含鎳25%）。 - 正面圖案：蔣中正左向半側面像（中下）、發行年份（右至左）。 - 背面圖案：「拾圓」（右至左）、數字「10」字樣（中下）、梅花枝（左右各一），花朵各5朵。 - 發行年分：民國70年（1981年）12月8日首次发行。 年版（首發）：民國70年。其鑄造年版只有70至86年及92至99年。 發行地區：臺灣。 直徑：26毫米。 重量：7.5公克。 幣邊：全絲邊。 |

### 貳拾圓
- 貳拾圓幣值，首版（以硬幣型式發行）。

| 圖案 | 說明 |
|      | - 新版貳拾圓：參見「第五套橫式新臺幣/硬幣」。 - 材質：外環銅質（含鎳2%及鋁6%）、內餅銅質（含鎳25%）。 - 考量國外貨幣種類與民眾搭乘捷運而鑄造，不常使用。 - 正面圖案：臺灣原住民抗日英雄莫那·魯道半側面肖像、「莫那·魯道」字樣、霧社抗日紀念碑、 發行年份（右至左）、西元發行年份連續調交錯隱藏字。 - 背面圖案：蘭嶼雅美族（達悟族）拼板舟、「20圓」字樣、盲人觸摸點2點「● ●」。 - 發行日期：民國90年（2001年）7月9日首次發行。 年版：民國90年 發行地區：臺灣 直徑：26.85毫米。 重量：8.5公克。 幣邊：全絲邊。 |

### 伍拾圓
- 鈔券型式最終發行日：（華二版 （页面存档备份，存于））民國61年（1972年）10月9日，民國70年（1981年）起，陸續回收，逐步改發行硬幣型式。
並於民國91年（2002年）7月1日起，鈔券形式（票面載明「臺灣銀行」之各類舊版新臺幣鈔券）停止流通。

| 圖案 | 說明 |
|      | - 新版伍拾圓：參見「第五套橫式新臺幣/硬幣」。 - 材質：銅幣（含鎳2%及鋁6%）。 - 正面圖案：中華民國國父孫文肖像、發行年份（右至左）、西元發行年份。 - 背面圖案：兩側稻穗各一、「50圓」字樣、盲人觸摸點3點「● ● ●」、「50」及「五十」連續調隱藏字。 - 發行日期：民國91年（2002年）4月26日發行。 年版（首發）：民國91年，其鑄造年版只有91至99年及102至113年。 發行地區：臺灣 直徑：28毫米。 重量：10.0公克。 幣邊：全絲邊（絲邊另滾有「NT$50 ◇」字樣）。                                                  |
|      | - 舊版伍拾圓：參見「第四套橫式新臺幣/硬幣」。 - 材質：銅幣外環（含銅75%、鎳25%）內餅（含銅92%、鋁6%、鎳2%）。 - 正面圖案：「總統府」圖像、發行年份（右至左）、西元年份（左至右）。 - 背面圖案：「素心蘭」圖像（左）、「伍拾圓」（下、右至左）、「50」字樣（右）、盲人點字圖紋（上）。 - 發行日期：民國85年（1996年）2月1日。民國93年（2004年）7月1日起停止流通。 年版（首發）：民國85年，其鑄造年版只有85至90年。 發行地區：臺灣 直徑：28毫米。 重量：10.0公克。 幣邊：半全絲邊（部分絲邊間斷空置）。 |
|      | - 舊版伍拾圓：參見「第四套橫式新臺幣/硬幣」。 - 材質：銅幣（含鋅24.5%、鎳5.5%）。 - 正面圖案：中心梅花圖像、搭配放射形條型圖紋、發行年份（右至左、中西年份）、梅花幾何圖紋1圈。 - 背面圖案：上方梅花圖像、「伍拾圓」（右至左）、「50」字樣、梅花幾何圖紋2圈。 - 發行日期：民國81年（1992年）10月9日。民國91年（2002年）7月1日起停止流通。 年版（首發）：民國81年，其鑄造年版只有81、82年。 發行地區：臺灣 直徑：24毫米。 重量：8.25公克。 幣邊：全絲邊（絲邊另滾有「NT$50 ◇」字樣）。                 |

## 紀念流通幣

### 10圓
| 圖案 | 說明 |
|      | - 產品名稱：「蔣渭水先生紀念」流通硬幣 - 材質：銅幣（含鎳25%）。 - 正面圖案：蔣渭水先生（1891-1931） （页面存档备份，存于）半正面像、發行年份、生年等字樣（排列左至右）。 - 背面圖案：上緣-如意邊框圍「國泰民安」及「風調雨順」兩組交錯隱藏文字。中下緣-面額10圓之「0」內有「台灣」及「梅花」兩組交錯隱藏圖案。最下緣刻示盲人觸摸凸點1點「● 」。 - 發行時間：民國99年（2010年）8月5日。 年版：民國99年 發行地區：臺灣 直徑：26毫米。 重量：7.5公克。 幣邊：全絲邊。                             |
|      | - 產品名稱：「蔣故總統經國先生百年誕辰紀念」流通硬幣 - 材質：銅幣（含鎳25%）。 - 正面圖案：「蔣經國」先生半正面像、發行年份、「蔣故總統經國先生百年誕辰紀念 （页面存档备份，存于）」等字樣（排列左至右）。 - 背面圖案：上緣-如意邊框圍「國泰」及「民安」兩組交錯隱藏文字，下緣-面額10圓之數字「0」內有「台灣」及「梅花」兩組交錯隱藏圖案。最下緣刻示盲人觸摸凸點1點「● 」。 - 發行時間：民國99年（2010年）4月27日。 年版：民國99年 發行地區：臺灣 直徑：26毫米。 重量：7.5公克。 幣邊：全絲邊。 |
|      | - 產品名稱：「中華民國建國九十年紀念」流通硬幣 - 材質：銅幣（含鎳25%）。 - 正面圖案：國父孫中山先生半側面像、紀念發行年份（排列右至左）、中華民國建國年份（1911－2001）紀錄（數字排列左至右）。 - 背面圖案：上緣-圓形圖案內含「國運昌隆」（右至左）及「雙十煙火」兩組交錯隱藏文字，下緣-「10圓」字樣（排列左至右）。點狀幾何圖紋一圈。 - 發行時間：民國90年（2001年）10月9日。 年版：民國90年 發行地區：臺灣 直徑：26毫米。 重量：7.5公克。 幣邊：全絲邊。                                      |
|      | - 產品名稱：「千禧年紀念」流通硬幣 - 材質：銅幣（含鎳25%）。 - 正面圖案：「中華民國千禧年」雲龍標誌（置中）、發行年份（上緣）、「拾圓」（排列右至左）、「10」等字樣（下緣）。 - 背面圖案：上緣-「慶祝千禧年」（右至左）字樣，下緣- 龍、珠形式圖案。 - 發行日期：民國89年（2000年）7月15日。 年版：民國89年 發行地區：臺灣 直徑：26毫米。 重量：7.5公克。 幣邊：全絲邊。 |
|      | - 產品名稱：「新臺幣發行五十週年紀念」流通硬幣 - 材質：銅幣（含鎳25%）。 - 正面圖案：已發行之各類硬幣重疊圖案、發行年份字樣（排列右至左）。 - 背面圖案：上緣-「新臺幣發行五十週年紀念」（排列右至左）、發行年份記錄（數字排列左至右）等字樣，「拾圓」（置中、排列右至左）、下緣-數字「10」等字樣、春秋、戰國布幣圖案10枚（左右各排列5枚）。 - 發行時間：民國88年（1999年）6月22日。 年版：民國88年 發行地區：臺灣 直徑：26毫米。 重量：7.5公克。 幣邊：全絲邊。                                 |
|      | - 產品名稱：「臺灣光復五十週年紀念」流通硬幣 - 材質：銅幣（含鎳25%）。 - 正面圖案：「地球及臺、澎、金、馬」圖案、發行年份、「臺灣光復五十週年紀念 （页面存档备份，存于）」（排列右至左）等字樣。 - 背面圖案：上緣-「共同經營大台灣」（排列右至左）篆書體字樣，下緣-「摶聚休戚與共的生命共同體」篆書體、「拾圓」（置中、排列右至左）、「10」（中下）等字樣、。 - 發行時間：民國84年（1995年）10月23日。 年版：民國84年 發行地區：臺灣 直徑：26毫米。 重量：7.5公克。 幣邊：全絲邊。              |

## 舊版新臺幣硬幣處理
民國89年（2000年）7月1日，臺灣銀行（部分為中央銀行訊息）新聞稿說明：新臺幣自中華民國89年（2000年）7月1日起改由中央銀行發行，有關各種舊版新臺幣券幣停止流通日期如下：
臺灣銀行－舊版新臺幣仍可持向本行國內各營業單位等值兌換（中央銀行－停止流通之舊版新臺幣仍可持向臺灣銀行各營業單位兌換等值現行流通券幣。）
- 民國68年（1979年）以前發行之伍圓硬幣、壹圓硬幣（除慶祝總統  蔣公八秩華誕及響應聯合國糧農組織糧食增產運動紀念幣外)、民國38年（1949年）版伍角硬輔幣（銀幣）、民國43年（1954年）版伍角硬輔幣（合金幣）、民國62年（1973年）以前各年版伍角硬輔幣（黃銅幣）、民國39年（1950年）版貳角硬輔幣、民國38年（1949年）版壹角硬輔幣、民國44年（1955年）版壹角硬輔幣及民國63年（1974年）以前各年版壹角硬輔幣已於民國71年（1982年）12月8日起停止流通。
- 民國81（1992年）及（1993年）82年製版之伍拾圓鎳黃銅梅花幣已於民國91年（2002年）7月1日起停止流通；民國85（1996年）至90年（2001年）製版之伍拾圓雙色幣亦於民國93年（2004年）7月1日起停止流通。